# 中出し孕ませ母娘どんぶり
『中出し孕ませ母娘どんぶり』（なかだしはらませおやこどんぶり）は、日本のアダルトゲームブランド・スワンマニアが2010年3月26日に発売した18禁アドベンチャーゲーム。

## 中出し
有限会社アセンドアイの低価格ブランドの1つ・スワンマニアの第18作。前作『性処理くらぶ 〜いっぱいヌいてあげる♪〜』で一旦、中断した形となった「ボテもえ」路線を前面に押し出すと共に、フルプライスブランドのスワンアイ作品では定番となっている母子相姦を低価格タイトルで初めて採り入れている。
なお、スワン系各ブランドでは新作の発売前にデモムービーを公開することが通例となっているが、本作はデモムービーが作成されておらず、翌月に発売された『ザーメンジャンキー 〜早くちょうだい、濃厚ミルク〜』のラインナップ紹介にも収録されなかった。

## ストーリー
水島広樹は早くに父親を亡くし、母親は父の仕事を引き継いで海外へ単身赴任してしまったため親戚の援助で姉・瑠花と2人で暮らしていた。
それから月日は流れ、母親が帰って来るとの報が届けられる。そして、姉弟の前に現れたのはどう見ても姉はおろか自分よりも年下に見える女の子であった。その女の子こそが姉弟の母・蜜柑だったのである。

## 登場人物
水島 広樹（みずしま ひろき）
主人公。父の死後に母親が海外へ単身赴任し、姉の瑠花と2人で暮らしていた。母親の顔は覚えておらず、写真はあったものの自分たち姉弟を置き去りにして海外へ旅立った母親を許す気になれず、敢えて写真を見ないようにしていた。
水島 瑠花（みずしま るか）
広樹の姉。現役の大学生ながら広樹の母親代わりを務めており、広樹の言うことは何でも聞いてあげたいと思っている。背が高く、巨乳のため、小柄な蜜柑と並ぶと瑠花が母のように見える。性的な知識は余り持ち合わせていない。
水島 蜜柑（みずしま みかん）
瑠花と広樹の母。夫と死別した後に仕事を継いで海外へ単身赴任していたが、突然帰国。とても2児の母とは思えない低身長でやんちゃそうな外見をしており、瑠花と並ぶと蜜柑の方が娘のように見える。海外生活が長かった為か性に対する考え方は奔放そのものであり、広樹との母子相姦も厭わない。

## スタッフ
- シナリオ - 南条巴
- 原画 - 桃竜
- 音楽 - Arp